# Arbeitskräfteüberlassungsgesetz
Das österreichische Arbeitskräfteüberlassungsgesetz (AÜG) vom 23. März 1988 regelt die gewerbsmäßige Überlassung von Arbeitnehmern. Es diente ursprünglich ausschließlich dem sozialen Schutz der überlassenen Arbeitnehmer und sollte diese insbesondere vor Ausbeutung bewahren. Mittlerweile verfolgt der Gesetzgeber mit dem AÜG auch arbeitsmarktpolitische Zwecke. 
Das AÜG entspricht damit von seiner Zielsetzung dem deutschen Arbeitnehmerüberlassungsgesetz. 

## Grundsätzliches
Arbeitskräfteüberlassung ist ein reglementiertes Gewerbe. 

## Begriffsbestimmungen
- - § 3. (1) Überlassung von Arbeitskräften ist die Zurverfügungstellung von Arbeitskräften zur Arbeitsleistung an Dritte.

(2) Überlasser ist, wer Arbeitskräfte zur Arbeitsleistung an Dritte vertraglich verpflichtet.
(3) Beschäftiger ist, wer Arbeitskräfte eines Überlassers zur Arbeitsleistung für betriebseigene Aufgaben einsetzt.

## Schutzbestimmungen für Mitarbeiter
§ 2 (3) Durch den Einsatz überlassener Arbeitskräfte darf für die Arbeitnehmer im Beschäftigerbetrieb keine Beeinträchtigung der Lohn- und Arbeitsbestimmungen und keine Gefährdung der Arbeitsplätze bewirkt werden.

## Nachbarschaftshilfe
Laut Gewerbeordnung (GewO) § 135 (2)-1 ist Nachbarschaftshilfe bis zum Ausmaß von 6 Mann-Monaten / Jahr möglich. 
Zu beachten ist:
- Die Betriebe müssen über eine gleichlautende Gewerbeberechtigung verfügen.

Der helfende Betrieb muss bis Ablauf des auf die erstmalige Überlassung folgenden Monat die zuständige Gewerbebehörde informieren (§17 (1) AÜG).
Die Überlassung kann behördlich untersagt werden (§18 AÜG). In diesem Fall werden die Verträge zwischen Mitarbeiter und Überlasser beibehalten! Der Mitarbeiter behält für bis zu 3 Monate das Recht zu einer einseitigen, vom Überlasser verschuldeten, Vertragsauflösung.